# Labský jez
Labský jez je část původního jezu, který se nachází v říčním km 6,559 na řece Labi pod zámkem Obříství v katastrálním území Kly v okrese Mělník. Stavba je kulturní památkou České republiky.

## Historie

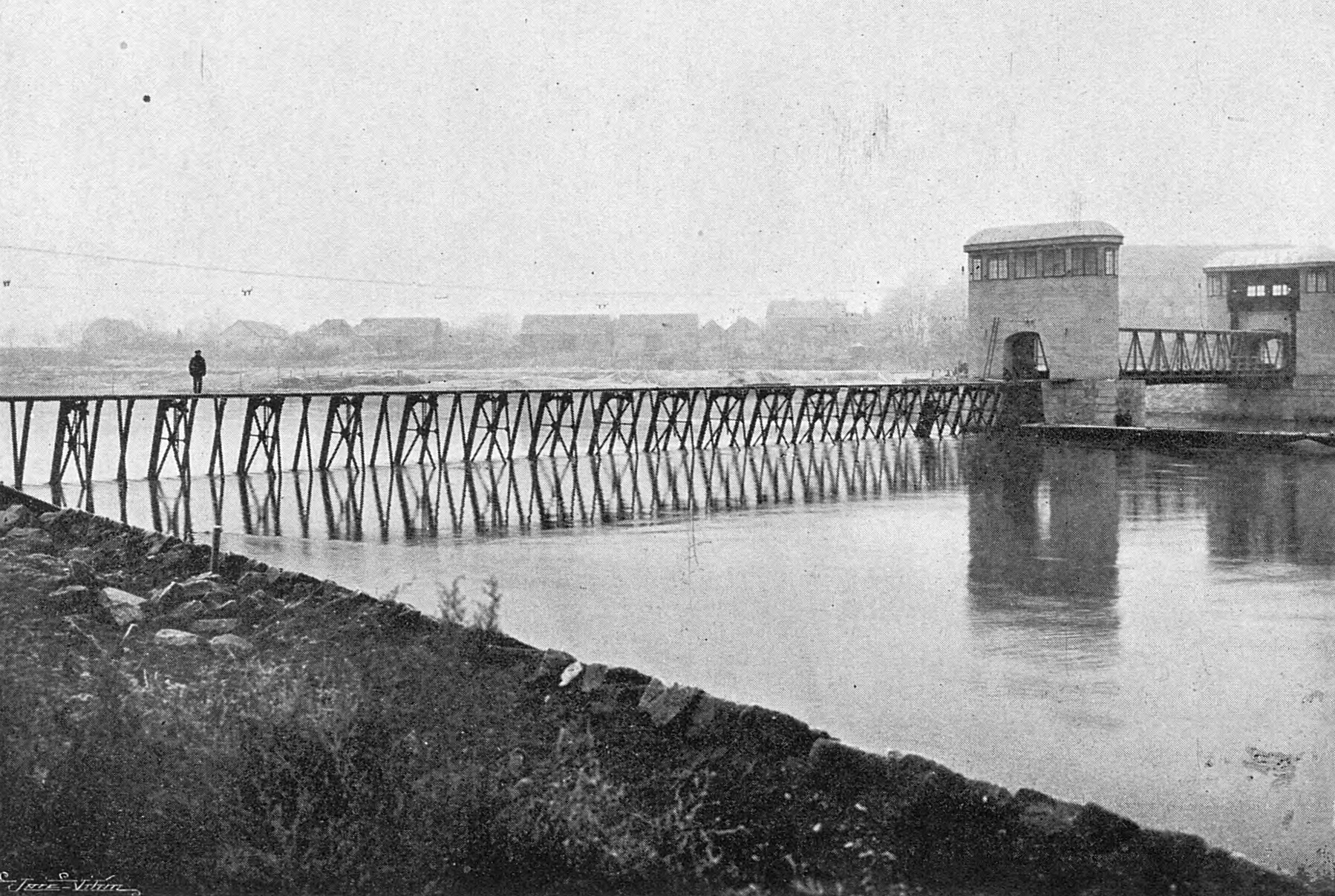
Labský jez v prosinci 1912

Starý labský jez byl postaven v letech 1908–1911 na severním okraji obce Obříství u tamějšího zámku v katastrálním území Kly společně s mělnickým zdymadlem Hadík. Návrh vypracoval architekt Pavel Janák a stavbu provedla firma Lanna. Stavby byly součástí regulace středního toku Labe a zabezpečovaly vzdutí vodní hladiny řeky pro zajištění lodní plavby. Celé dílo se skládalo z jezu a plavebního kanálu se zdymadlovou komorou. Jez byl v provozu do roku 1974, kdy v rámci přípravy na zřízení trasy pro dopravu uhlí do elektrárny Chvaletice bylo v letech 1972–1974 postaveno o 400 m níže nové zdymadlo Obříství mezi starým jezem a jezem Hadík.

## Popis
Mostový pohyblivý jez byla stavba o dvou polích. Spodní betonová stavba byla obložena kvádry Širší pravé pole o rozměrech 62,18 m bylo hrazeno sedmnácti kusy stavidlovými sklopnými Schwarzerovými slupicemi spojených lávkou. Nad nimi byla nad sebou zasunuta tři dřevěná desková stavidla. Hrazená výška byla 2,65 m. Levé užší pole o rozměrech 30,18 m hradila mostová konstrukce systému Liebisch. Na mostě byly zavěšeny v 18 obdélných ocelových rámech slupice, které byly opřené o práh jezu. V rámech nad sebou byla zasunuta tři desková stavidla. Hrazená výška byla 3,8 m. Pohyblivé části vyrobila firma Breitfeld, Daněk & co. Mechanizmy měly elektrický pohon. Hmotnost hrazených konstrukcí byla 116 t, hmotnost pohyblivých části byla 30 t.
Plavební kanál byl ukončen komorou o rozměrech 73 × 11 m a hloubce 3,5 m, která umožňovala plavbu lodí o nosnosti 600–800 tun. Délka zdvižené hladiny dosahovala 6,431 km, zatopená plocha byla 53,8 ha. Jez zadržoval 1,38 miliónů kubických metrů vody.  Rozdíl hladin vody: horní hladina byla v nadmořské výšce 159,30 m, spodní hladina ve výšce 157,10 m n. m.
Starý jez byl počátkem osmdesátých let zrušen. Byla demontována jezová konstrukce typu Schwarzer, pohyblivé slupice byly sklopeny na dno řeky, pohyblivý most byl zdvižen a zbytek Liebischovy konstrukce demontován. Zachovány zůstaly příbřežní pilíře, středový pilíř a zvednutý most.

## Galerie

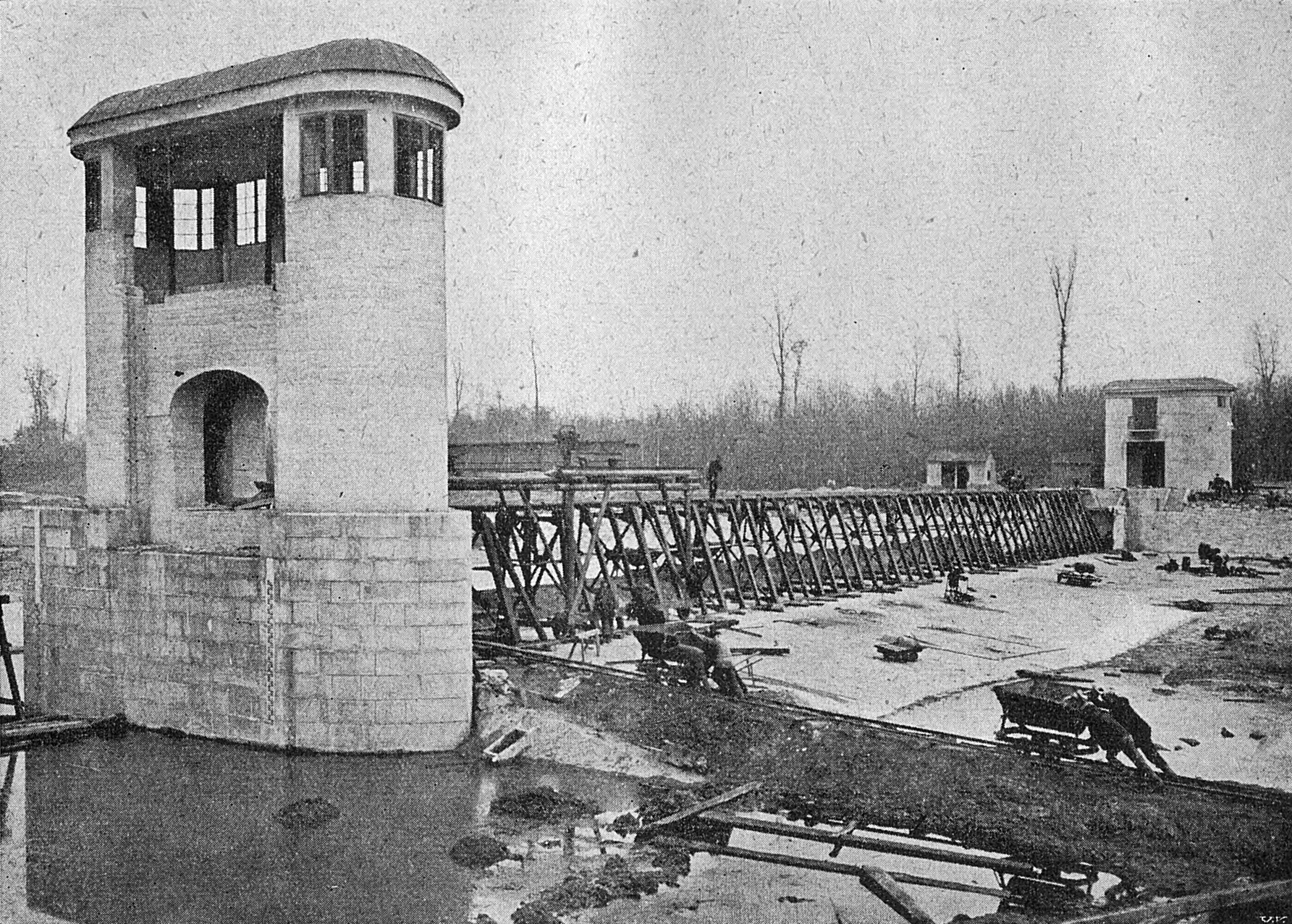
Montáž pravostranného jezového pole v roce 1911
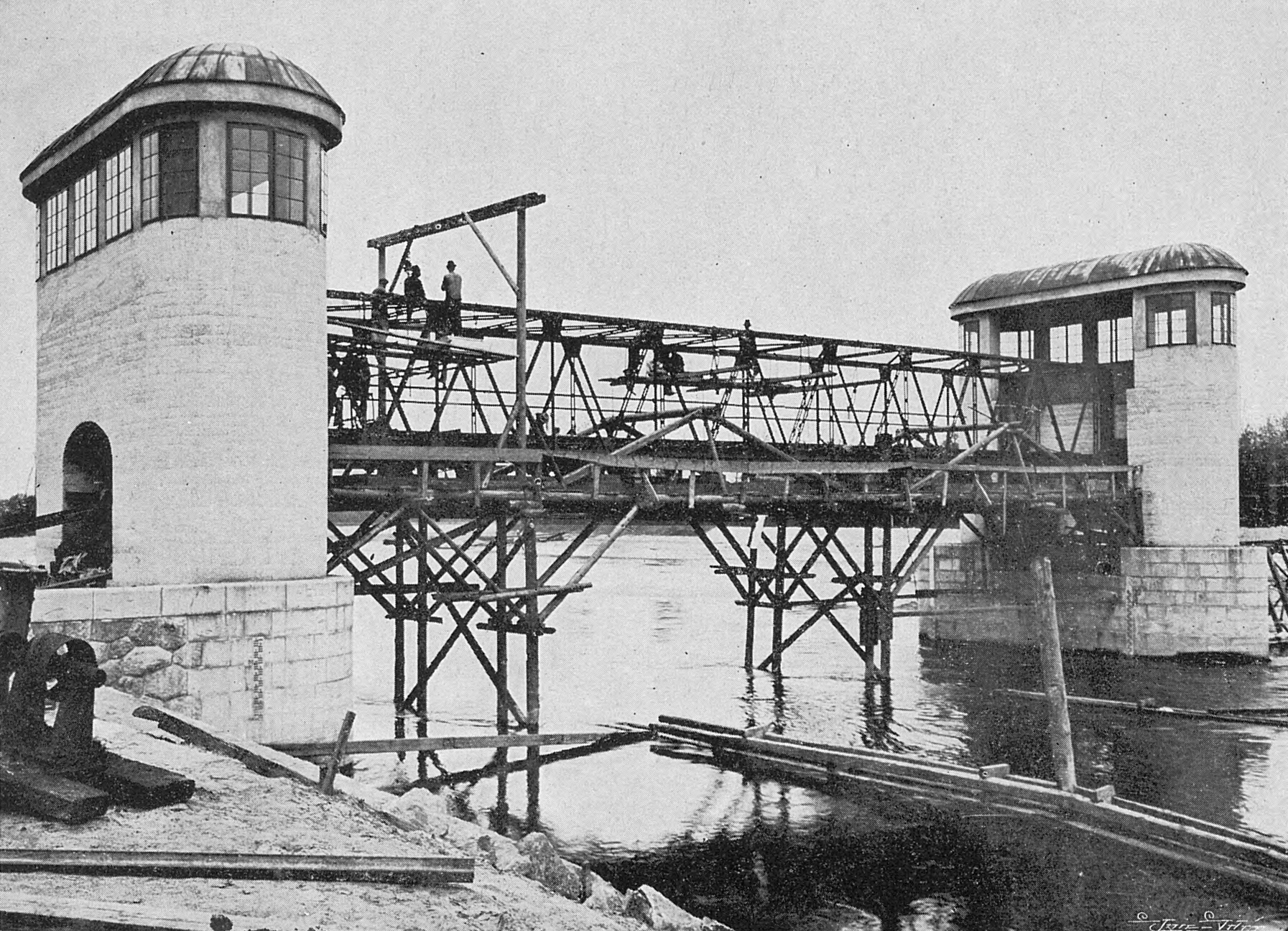
Montážní práce  v květnu 1912
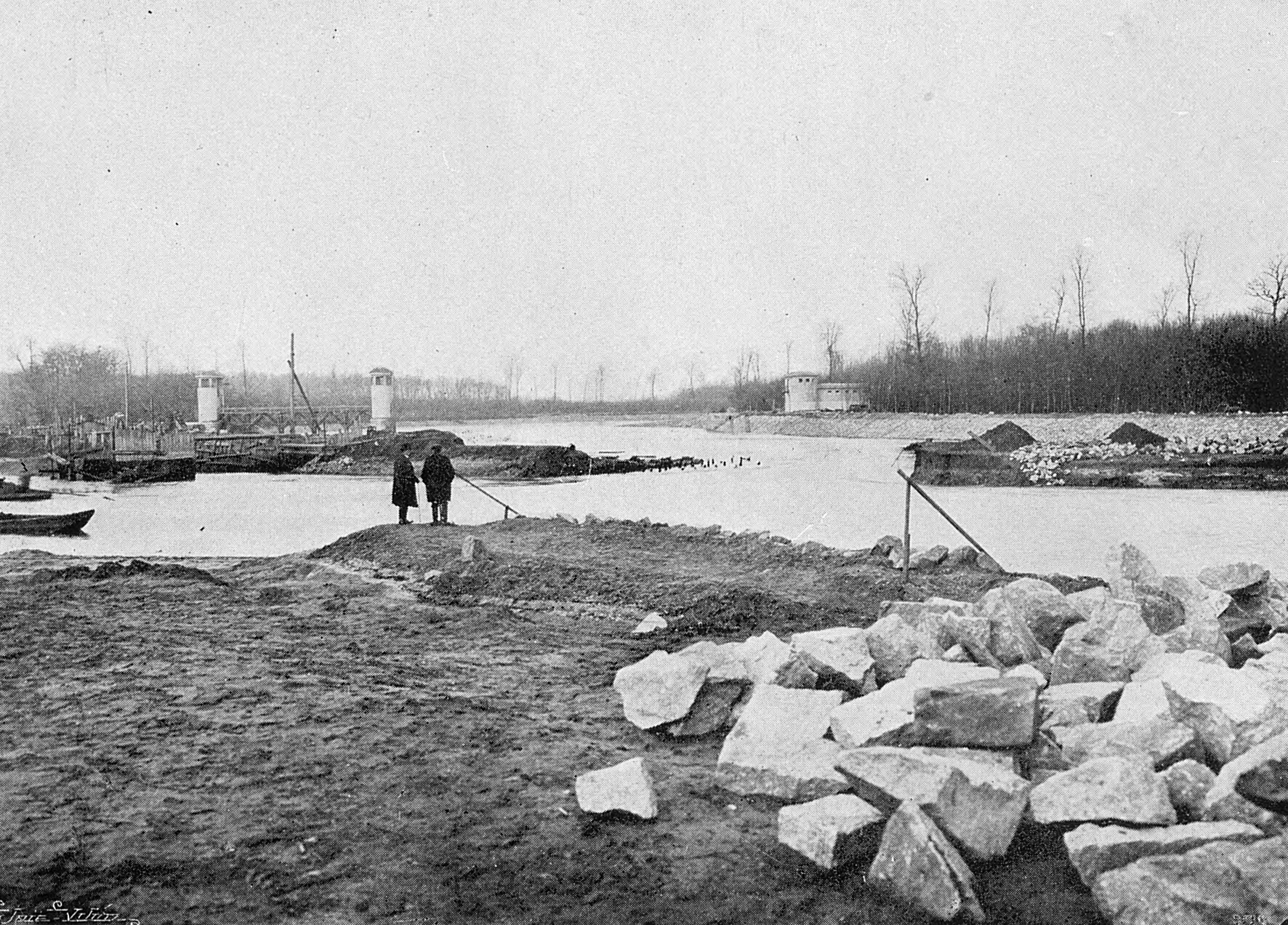
Práce na regulaci Labe u jezu v lednu 1913
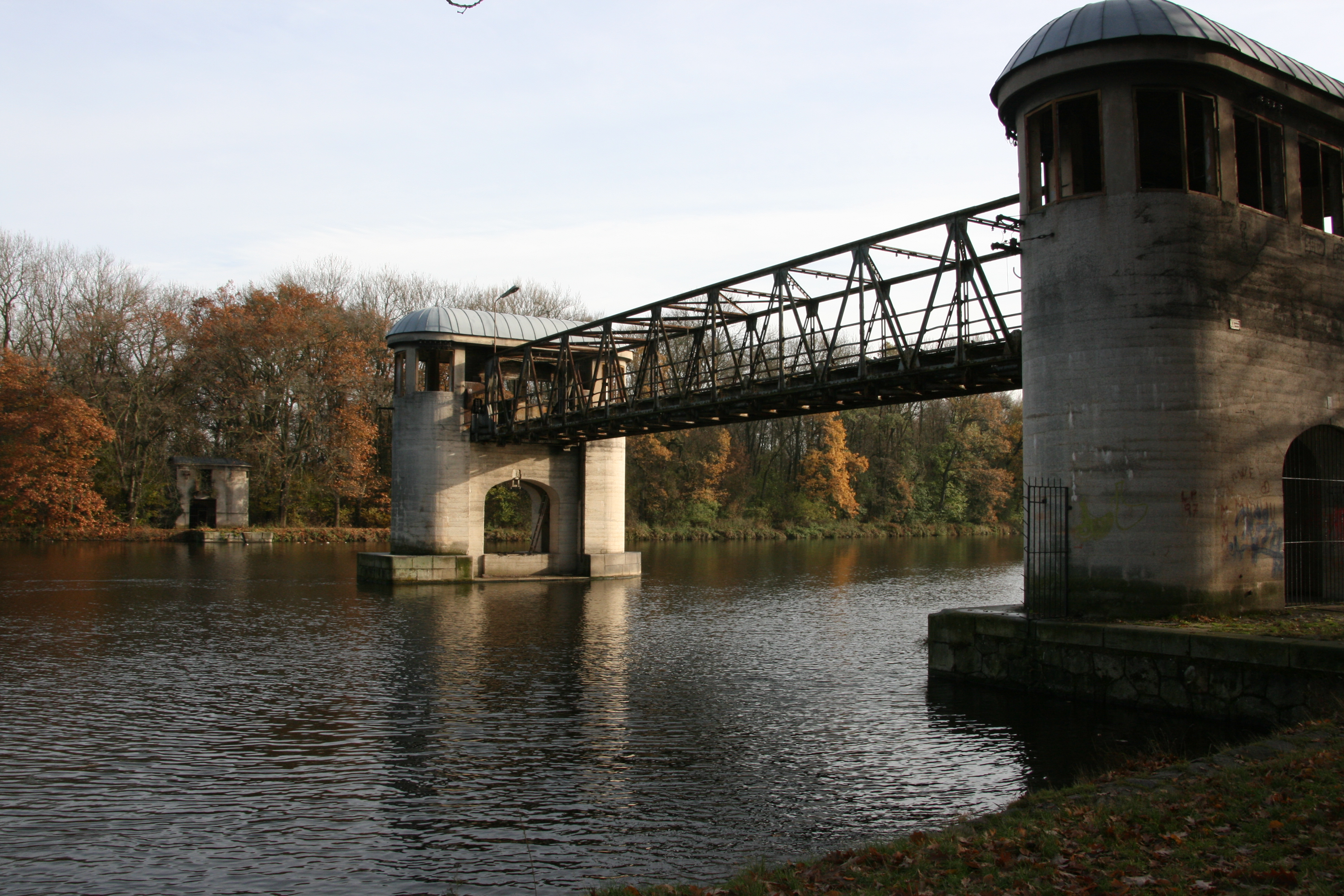
Pilíře a zvednutý most
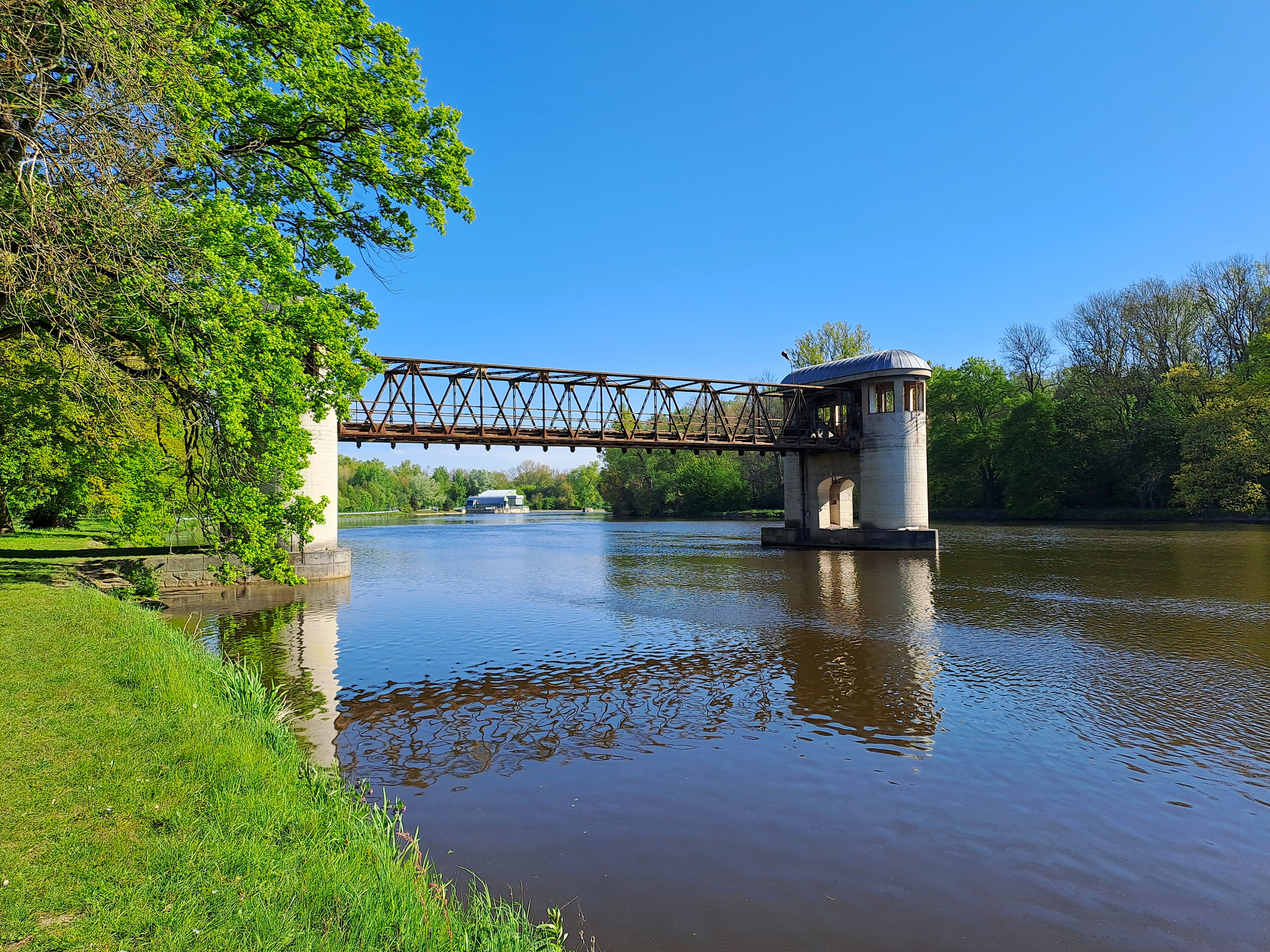
Pohled po proudu
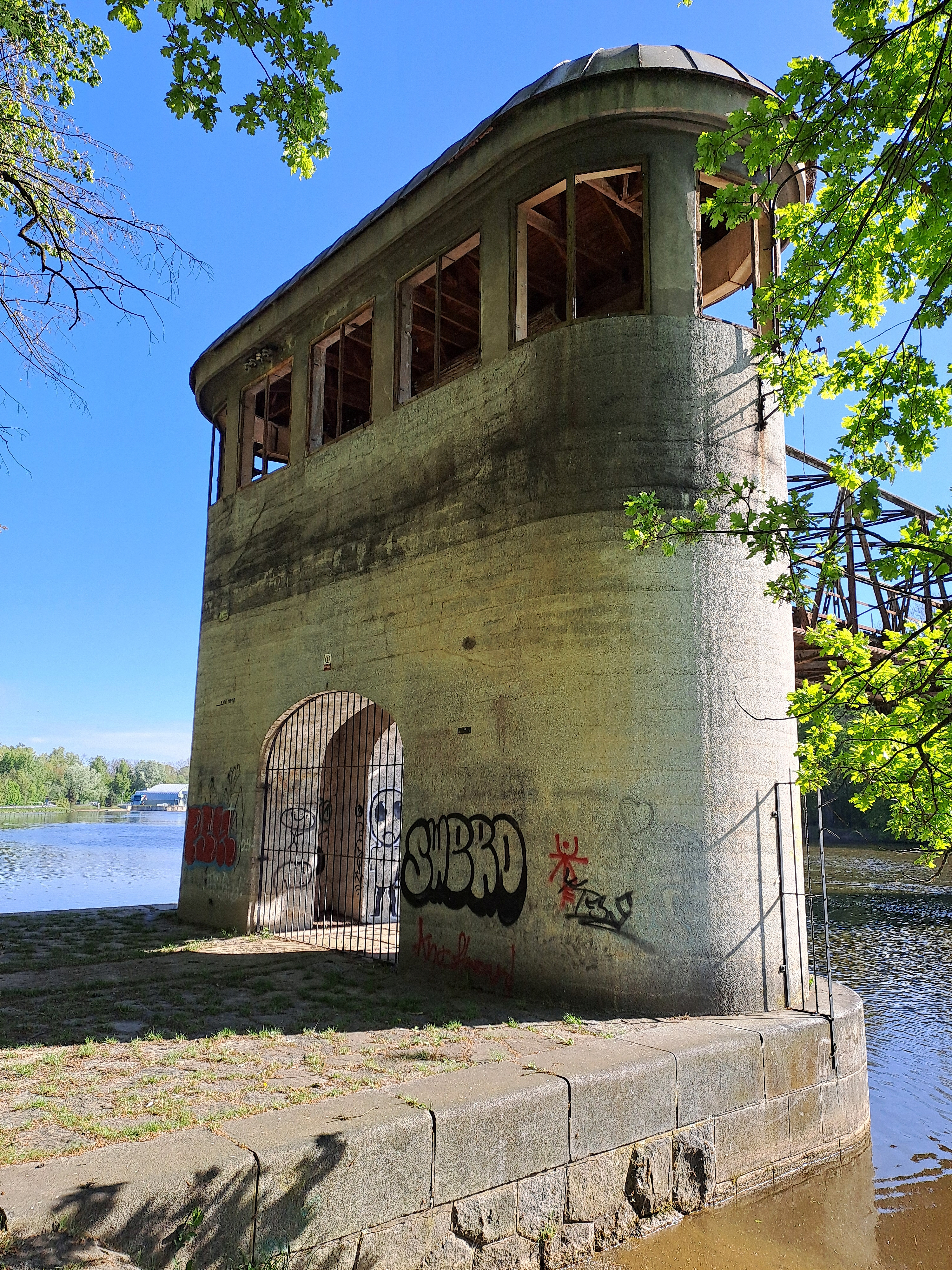
Příbřežní pilíř
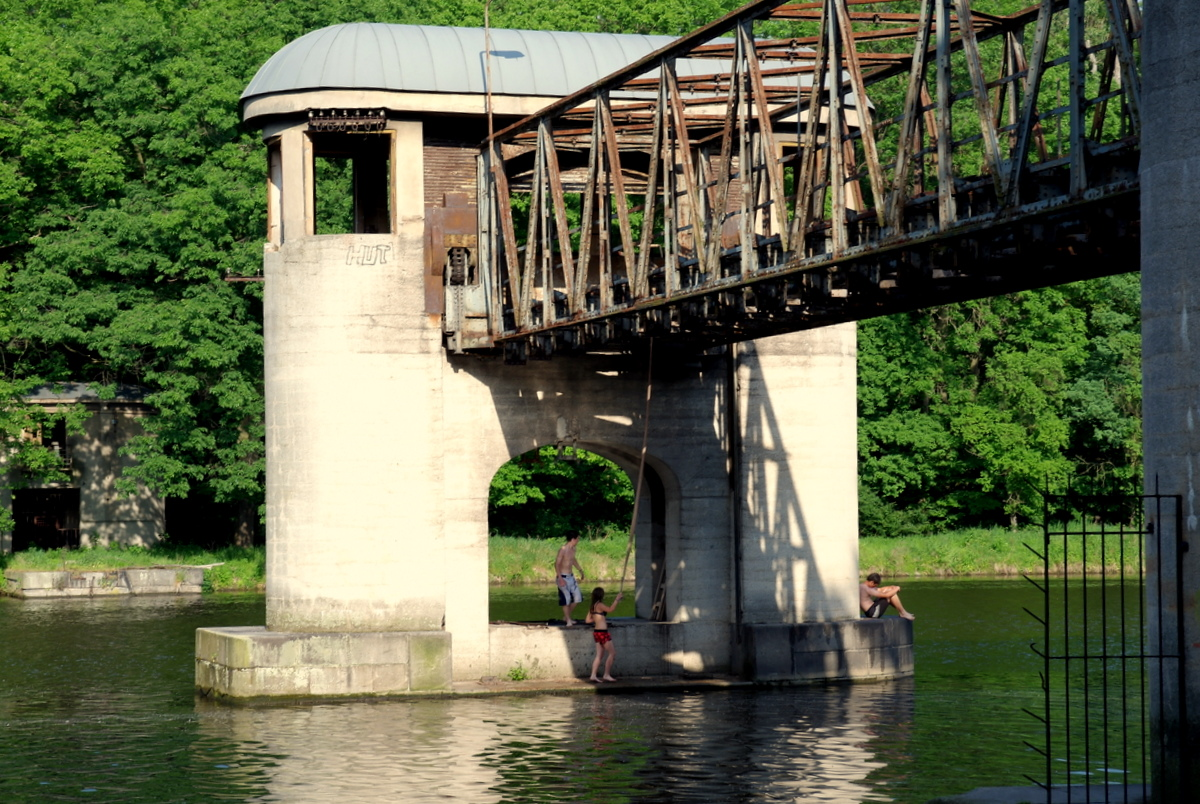
Středový pilíř se zvednutým mostem